# Sidney Sussex College (Cambridge)
El Sidney Sussex College (por lo general llamado sólo Sidney) fue fundado en 1596 y llamado en honor a su fundadora, Frances Sidney, Condesa de Sussex. Es uno de los 31 colleges que constituyen la Universidad de Cambridge. Desde sus inicios fue una fundación puritana: un buen monumento para el mantenimiento del buen aprendizaje. Oliver Cromwell estuvo entre los primeros estudiantes (aunque su padre cayó enfermo y nunca se graduó), y actualmente su padre está enterrado en la capilla del college.
Mientras que el tamaño original del college ha cambiado poco desde su fundación en 1596, el exterior del edificio original con forma de E cambió significativamente en la década de 1830 bajo la dirección de Chafee. Para principios de la década de 1800, el ladrillo rojo original del edificio fue envejeciendo. Esto coincidió con un breve período de renacimiento de la arquitectura gótica. Se decidió entonces que el ladrillo exterior sería cubierto con una capa de cemento para darle apariencia de castillo.
La cantidad de estudiantes es relativamente pequeña con alrededor de 350 estudiantes y 190 estudiantes de postgrado. Académicamente hablando, el Sidney Sussex tiene un papel bueno respecto a los otros College, situándose en el puesto 12 de 29 en el ranking no oficial de la Tompkins Table 2007). Sin embargo, ha sido tradicionalmente excepcional en algunas asignaturas, Ingeniería, Historia y Derecho.
En deporte presume de tener buenos equipos de fútbol femenino y netball, hace buenas actuaciones en dardos.
El college presume de tener el bar más barato de Cambridge, que es uno de los pocos que está dirigido por estudiantes, una fuente de orgullo para los estudiantes del Sidney. El Clare, el Darwin, el Downing y el Emmanuel Colleges también tienen bares dirigidos por estudiantes.
El Sidney Sussex tiene una orgullosa historia en el programa de televisión University Challenge, habiendo llevado un equipo ganador en las ediciones de 1971 y 1978-79. El equipo ganador de 1978, formado por John Gilmore, John Adams, David Lidington y Nick Gram., ganaron la competición University Challenge Reunion “Champions of Champios”.

## Confraternitas Histórica
La Confraternitas Histórica, o Confraternitas Histórica Dominae Franciscae Comitis Sussexiae, es la sociedad de historia del Sidney Sussex College y tiene fama de ser la más antigua de las sociedades de historia en la Universidad de Cambridge, con actividad ininterrumpida desde 1908.
La sociedad pone mucho énfasis en la participación de los estudiantes, y fue concebido como un foro en el que profesores de historia y los estudiantes del college se pudieran relacionar en un ambiente informal. Esto se puede observar en muchos de los artículos del acta de fundación de la sociedad, en los que se pone mucho énfasis en cenas regulares y charlas y debates sobre historia. Tanto los estudiantes como los postgraduados del colleges pueden formar parte de la sociedad. No hay que pagar por ser miembro, y los estudiantes son aceptados una vez que se matriculan. El ser miembro es voluntario de por vida.